# Manigod
Manigod est une commune française située dans le département de la Haute-Savoie, en région Auvergne-Rhône-Alpes.

## Géographie

### Situation
Manigod se situe dans la partie sud-est du massif des Aravis, dans la vallée éponyme. Le village est bâti sur la rive droite du cours supérieur du Fier qui prend source au mont Charvin. La commune est structurée de trois hameaux : Manigod village, le col de Merdassier et le col de la Croix Fry.
Sa surface est de 4 400 hectares dont 1 260 hectares de forêts, 1 823 hectares de prés et 1 141 hectares de landes et de rochers[réf. nécessaire].
Accès, soit par Thônes (à 6 km au sud-est), chef-lieu du canton, soit par le col du Marais depuis Faverges, ou soit par le col de la Croix Fry (1 467 m) depuis La Clusaz ou depuis La Giettaz.
Depuis le territoire de la commune, on peut voir plusieurs sommets de plus de 2 000 m : la pointe de Merdassier (2 313 m), l'Étale (2 484 m), les Trois Aiguilles (2 277 m), la Tête de l'Aulp (2 129 m), le mont Charvin (2 407 m) et La Tournette (2 351 m).

## Urbanisme

### Typologie
Au 1er janvier 2024, Manigod est catégorisée commune rurale à habitat dispersé, selon la nouvelle grille communale de densité à sept niveaux définie par l'Insee en 2022.
Elle est située hors unité urbaine et hors attraction des villes,.

### Occupation des sols
L'occupation des sols de la commune, telle qu'elle ressort de la base de données européenne d’occupation biophysique des sols Corine Land Cover (CLC), est marquée par l'importance des forêts et milieux semi-naturels (78,2 % en 2018), en diminution par rapport à 1990 (79,1 %). La répartition détaillée en 2018 est la suivante : 
forêts (38,9 %), milieux à végétation arbustive et/ou herbacée (26,5 %), prairies (15,1 %), espaces ouverts, sans ou avec peu de végétation (12,8 %), zones agricoles hétérogènes (4,5 %), zones urbanisées (2,2 %).
L'IGN met par ailleurs à disposition un outil en ligne permettant de comparer l’évolution dans le temps de l’occupation des sols de la commune (ou de territoires à des échelles différentes). Plusieurs époques sont accessibles sous forme de cartes ou photos aériennes : la carte de Cassini (XVIIIe siècle), la carte d'état-major (1820-1866) et la période actuelle (1950 à aujourd'hui).

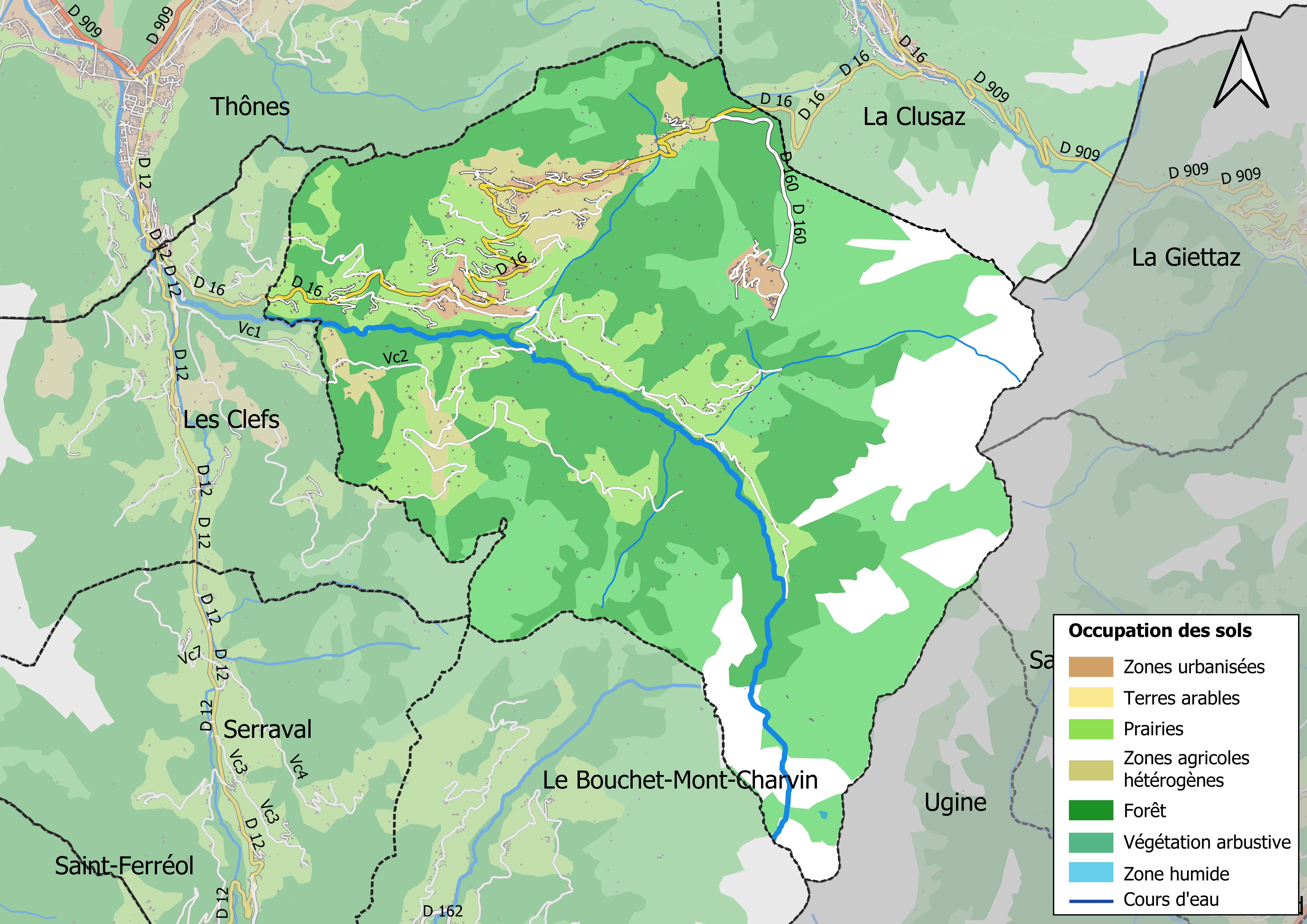
Carte des infrastructures et de l'occupation des sols en 2018 (CLC) de la commune.
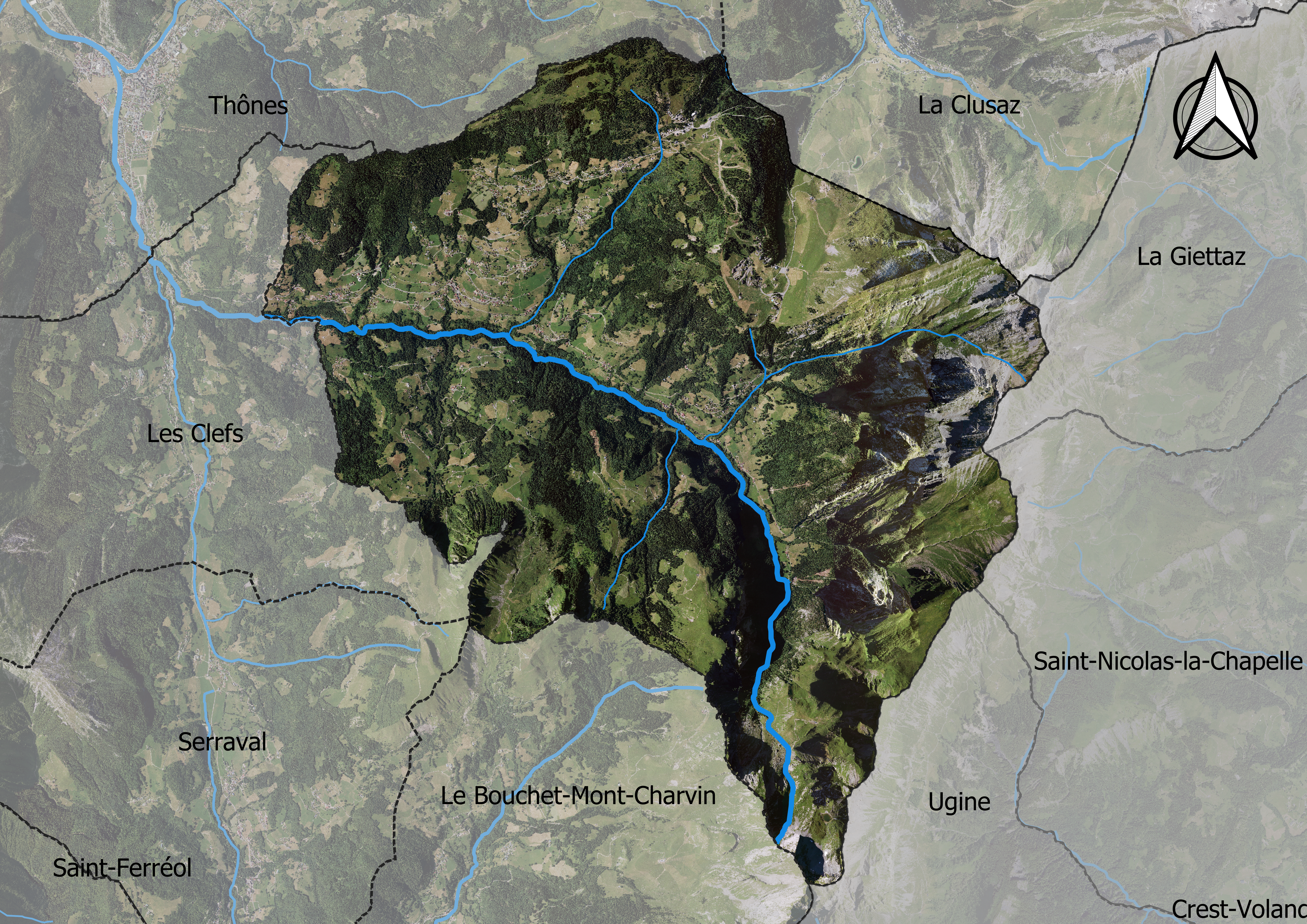
Carte orthophotogrammétrique de la commune.

## Géologie
La commune s'étend sur les pentes occidentales de la partie sud du massif des Aravis. La chaine est exclusivement constituée de roches sédimentaires. Le village repose sur la nappe ultra helvétique formée par les marnes alternées de grès du flysch nummulitique offrant un paysage aux formes arrondies. Le plateau de Beauregard, l'Étale, le mont Charvin et la montagne de Sulens constituent les frontières naturelles de la commune et sont constitués de calcaire urgonien et de marnes.
Formation du territoire : au tout début de la surrection des Préalpes calcaires, il y a quelques millions d'années, une nappe de charriage formée de couches sédimentaires se soulève puis retombe, formant la klippe de Sulens qui domine aujourd'hui le versant ubac de la vallée de Manigod, appelée « l'Envers de Sulens » ou « Montagne de Sulens », culminant à 1 839 m.

## Toponymie
Les premiers toponymes mentionnant le village apparaissent au XIIIe siècle. On trouve ainsi dans la documentation médiévale les formes suivantes : Manigout (1275), Manigot (1290), ou encore Maningout (1304).
Le nom serait issu de « l'anthroponyme germanique Manigold, issu de *Manigwald, « celui qui règne sur la multitude » ».
En francoprovençal ou arpitan savoyard, le nom de la commune s'écrit Manegôd et se prononce « Ma-ngou » (retranscrit selon la graphie semi-phonétique de Conflans).

## Histoire

### Moyen Âge
Durant le Moyen Âge, la seigneurie de Manigod appartenait à la maison de Reydet.
En 1341, le comte de Genève avait concédé aux seigneurs des Clets la juridiction sur la paroisse ainsi que sur celles d'Alex et du Grand-Bornand.

### Époque contemporaine
Un comité de la résistance est créé le 9 mars 1943, dont le but était de rechercher des lieux sûrs pour accueillir les réfractaires du STO.
En novembre 1943, deux camps de maquisards s'installent à la Cola et aux Cernets qui accueillirent jusqu'à 85 maquisards, protégés par le silence et la complicité des habitants. Le capitaine Morans, les lieutenants Tom Morel et Joubert y organisèrent deux sessions de 15 jours de l'école de cadres des maquis de Haute-Savoie lors desquelles furent formés 40 stagiaires, futurs chefs de camp.
Dans la nuit du 30 au 31 janvier 1944, tous les maquisards partirent rejoindre le plateau des Glières, pour former la section Lyautey et défendre ce premier « coin de France libéré » jusqu'au combat du mois de mars 1944. Les survivants se réinstallèrent à Manigod jusqu'à leur participation à la libération de la Haute-Savoie en août 1944.
En 1966, le premier téléski de la commune est installé au col de la Croix Fry. Il s'agissait d'un téléski d'occasion ayant servi deux hivers sur le plateau de Beauregard.
En 1968, le premier groupe de l'École de ski français commence son activité.
En février 2012, 47 rues et routes sont baptisées ; jusqu'alors les adresses étaient celles des hameaux.

## Politique et administration

Logo de la municipalité jusqu'en 2019.

### Situation administrative
Attaché à l'ancien canton de Thônes, la commune appartient depuis le redécoupage cantonal de 2014, au canton de Faverges. Il comporte 27 communes dont Alex, Bluffy, La Balme-de-Thuy, Chevaline, Le Bouchet-Mont-Charvin, Les Clefs, Cons-Sainte-Colombe, La Clusaz, Doussard, Entremont, Giez, Dingy-Saint-Clair, Lathuile, Le Grand-Bornand, Marlens, Menthon-Saint-Bernard, Montmin, Saint-Ferréol, Saint-Jean-de-Sixt, Serraval, Seythenex, Talloires, Thônes, Veyrier-du-Lac, Les Villards-sur-Thônes. La ville de Faverges en est le bureau centralisateur.
Manigod est membre de la communauté de communes des vallées de Thônes qui compte treize communes.
La commune relève de l'arrondissement d'Annecy et de la deuxième circonscription de la Haute-Savoie.

### Liste des maires
| Période                                  | Période  | Identité      | Étiquette | Qualité |
| ---------------------------------------- | -------- | ------------- | --------- | ------- |
| mars 1995                                | En cours | Bruno Sonnier | ...       | ...     |
| Les données manquantes sont à compléter. |          |               |           |         |

### Services publics
- Nouveau groupe scolaire (2004) qui accueille 125 enfants.
- Crèche et halte galerie.
- 35 logements sociaux.
- 23 % de l'usine de traitement des eaux usées de Thônes.

## Population et société
Ses habitants sont appelés les Manigodines et Manigodins. Au XIXe siècle, on rencontre un sobriquet en patois, Poures peraizaeux de Man'goud.

### Démographie
L'évolution du nombre d'habitants est connue à travers les recensements de la population effectués dans la commune depuis 1793. Pour les communes de moins de 10 000 habitants, une enquête de recensement portant sur toute la population est réalisée tous les cinq ans, les populations de référence des années intermédiaires étant quant à elles estimées par interpolation ou extrapolation. Pour la commune, le premier recensement exhaustif entrant dans le cadre du nouveau dispositif a été réalisé en 2006.

En 2022, la commune comptait 1 006 habitants, en évolution de +0,2 % par rapport à 2016 (Haute-Savoie : +6,01 %, France hors Mayotte : +2,11 %).
| 1793  | 1800  | 1806  | 1822  | 1838  | 1848  | 1858  | 1861  | 1866  |
| ----- | ----- | ----- | ----- | ----- | ----- | ----- | ----- | ----- |
| 1 402 | 1 332 | 1 361 | 1 519 | 1 691 | 1 906 | 1 428 | 1 386 | 1 399 |

| 1872  | 1876  | 1881  | 1886  | 1891  | 1896  | 1901  | 1906  | 1911  |
| ----- | ----- | ----- | ----- | ----- | ----- | ----- | ----- | ----- |
| 1 319 | 1 309 | 1 340 | 1 373 | 1 230 | 1 225 | 1 225 | 1 258 | 1 212 |

| 1921  | 1926 | 1931 | 1936 | 1946 | 1954 | 1962 | 1968 | 1975 |
| ----- | ---- | ---- | ---- | ---- | ---- | ---- | ---- | ---- |
| 1 050 | 979  | 953  | 895  | 885  | 821  | 694  | 583  | 508  |

| 1982 | 1990 | 1999 | 2006 | 2011  | 2016  | 2021  | 2022  | - |
| ---- | ---- | ---- | ---- | ----- | ----- | ----- | ----- | - |
| 538  | 636  | 789  | 924  | 1 023 | 1 004 | 1 003 | 1 006 | - |

### Manifestations culturelles, sportives et festivités

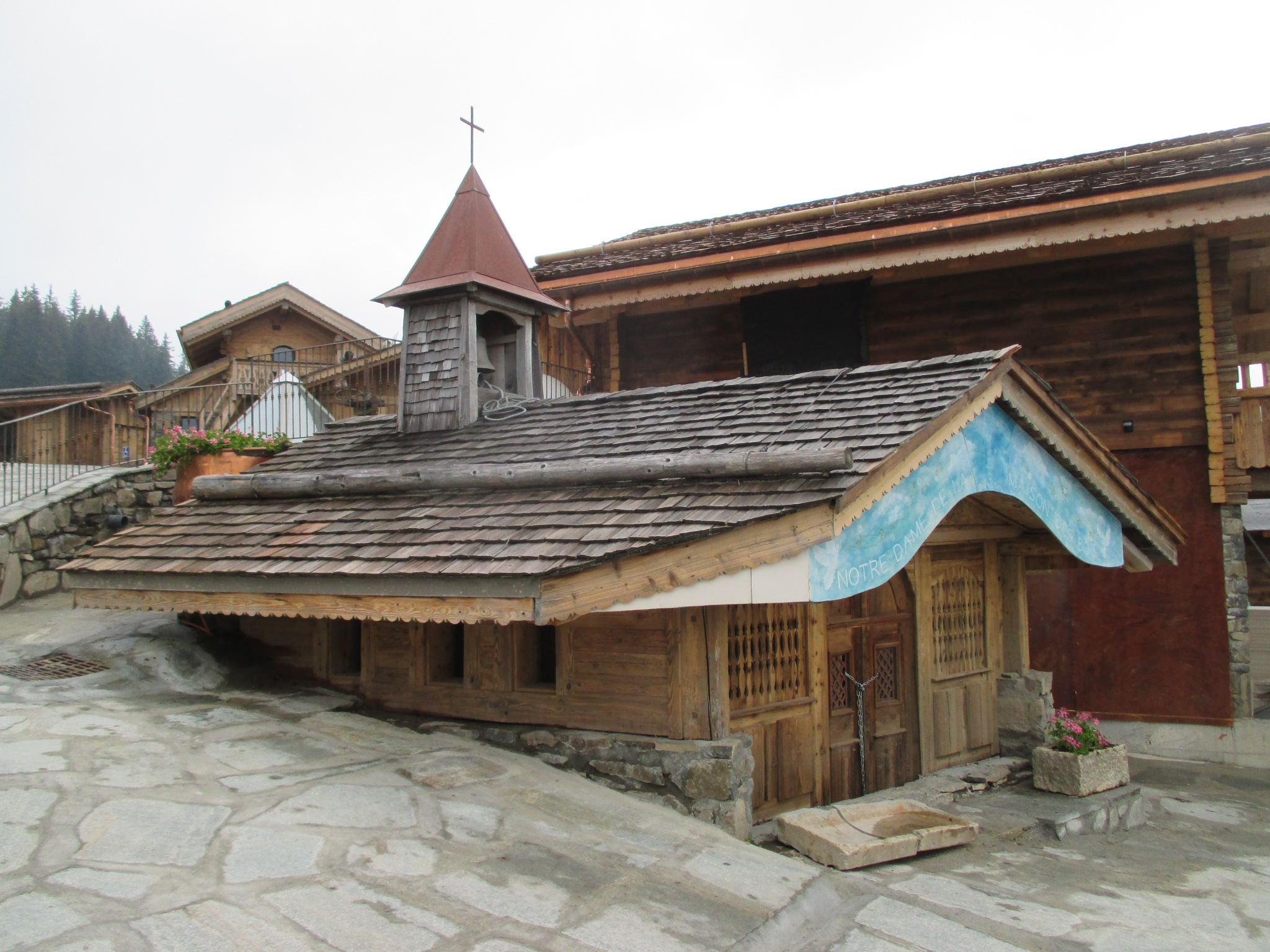
La maison des bois de Marc Veyrat, au col de la Croix-Fry.

- Compétition de paret (luge en bois spécifique de la vallée de Manigod) en cinq épreuves, 24e édition hiver 2016-2017.
- Spectacle de théâtre par la compagnie locale « Les Margotins », traditionnellement en avril.
- Trail ou randonnée de l'Aigle, 3e édition en août 2010.
- Fête du col de la Croix-Fry, 7e édition en 2012, sur le thème de l'artisanat d'art et de la gastronomie.
- Fête villageoise de Sous l'Aiguille (depuis 1997).
- Fête des éleveurs, foire aux moutons et aux chèvres, 30e édition en octobre 2011.
- Festival de voyage Colportage, 3ème édition fin avril 2020.
- Manigod Scott Challenge ou kilomètre vertical sur une distance de 3 430 m, organisée en juillet depuis 2011.

### Activités culturelles et associatives
- Troupe de théâtre « Les Margotins »[18].
- Chorale paroissiale « L'écho du Mont Charvin ».

## Économie

### Activités agropastorales
- L'activité agricole compte 25 exploitations dont une vingtaine font de l'élevage et fabriquent le reblochon, un fromage AOC mais aussi le chevrotin et le persillé. Cette activité emploie 50 personnes en direct.
- La fromagerie d'affinage Joseph Paccard, aux Bréviaires, prépare les fromages pour les gourmets : reblochons, tommes, chevrotins, abondance, beaufort.

### Tourisme
Les stations de sports d'hiver de Merdassier et du col de la Croix-Fry sont de taille similaire. Le domaine skiable s'étend de 1 400 m à 1 810 m, propose 17 remontées mécaniques pour 25 kilomètres de pistes balisées et dispose d'une liaison avec le vaste domaine skiable de La Clusaz.
La fusion des deux domaines a été concrétisée en décembre 2015 avec la mise en service du télésiège de la tête de Cabeau qui a sensiblement amélioré la liaison entre les deux domaines préexistants, jusqu'alors il fallait emprunter des pistes dites de liaison avec un faible dénivelé. La station de Manigod est reliée à la station-village de La Clusaz par les massifs de Beauregard et de l'Étale.
La commune propose 140 km de sentiers de randonnées et de chemins pédestres, régulièrement entretenus et balisés.

### Artisanat
- Myne : petite production de bonnets au crochet.
- Le Loup sort du Bois : accessoires pour enfants, collection cocooning nature.
- Les Anges de Manigod, poterie d'art de Valérie Perrot
- Laurence André - Atelier Polkadot, céramiques.

### Lieux et monuments

#### Édifices religieux
- l'église Saint-Pierre, de type sarde, agrandie en 1882, conserve une façade baroque du XVIe siècle et abrite un orgue flamboyant de style italien construit en 1996 par un facteur d'orgue de Vérone[19].
- la commune compte sept chapelles dans les hameaux du Villard Dessous, de Joux, de Tournance, de Charmette, de Montpellaz et de Plan des Berthats.
- Nombreux oratoires

#### Patrimoine architectural
La commune compte quelques maisons fortes :
- la maison-forte de Manigod, ayant appartenu à la famille d'Arenthon ;
- la maison-forte de Parossères (1304), ayant appartenu à la famille de Villette (branche des Villette de Manigod), avant de passer à celle de Beaufort (1479), puis à la famille de Reydet (1579) ;
- la maison-forte de la Tornette, ayant appartenu à la famille des Clets, puis à la famille de Lalée ou L'Al(l)ée ;
- Le chef-lieu a possédé un édifice appelé Château-Gaillard en 1419 qui pourrait être la maison-forte actuelle ou à défaut un autre ;
- La commune possède par ailleurs deux lieux-dits portant le nom de « Châtelard ».

petit patrimoine
- Le village compte 13 fours dont 12 ont été restaurés.

#### Patrimoine environnemental
En 2014, la commune obtient le niveau « une fleur » au concours des villes et villages fleuris.
- Source de Montpellaz devenue « miraculeuse » depuis le passage de saint François de Sales.
- Mont Charvin (2 409 m) et son lac.
- Cascade du Nant Burgeat.
- Plateau de Beauregard.

### Éléments du patrimoine
Une particularité de la commune sont les baguettes de rogations, baguettes de noisetier coupées puis bénies lors de l'Ascension. Disposées en croix et accrochées au-dessus de la porte d'entrée, elles sont censées protéger les demeures.
Quelques maisons anciennes sont encore couvertes de tavaillons, petites tuiles en bois caractéristiques du massif des Aravis et de certaines autres régions montagneuses.
Le paret est une sorte de luge, invention des Aravis faite pour que les enfants se rendent à l'école par pentes enneigées.

### Personnalités liées à la commune
- Eugène Burgat-Charvillon (1844-1911), artiste peintre[22]
- Marc Veyrat, grand chef cuisinier français.